# Spedizioni romane verso il Lago Ciad e il fiume Niger
Le spedizioni verso il lago Ciad e il fiume Niger furono compiute in esplorazione dell'Africa dai Romani in età imperiale, in un periodo compreso tra il I secolo a.C. ed il I secolo d.C.

## Caratteristiche
Queste esplorazioni furono attuate in concomitanza con la creazione del limes romano nell'Africa settentrionale.
In seguito, infatti, al consolidamento del potere romano nell'Africa mediterranea, tra il 146 a.C. ed il 42 d.C., iniziarono gli attriti con la bellicosa tribù nomade dei Garamanti che viveva nell'attuale regione del Fezzan, la vasta area del deserto del Sahara appartenente all'attuale Libia. I Garamanti vivevano di commercio ed erano intermediari tra la regione subsahariana (attuali stati del Niger, Ciad, Sudan, Mali, Burkina Faso, Benin) ed i possedimenti mediterranei greci (Cirene, Philaimon Bomoi) e con Cartagine, cui subentrò Roma al termine della terza guerra punica.
Siccome il dazio che questi nomadi imponevano sulle merci in transito era sempre più gravoso, i commercianti italici chiesero ed ottennero una sorta di "spedizione punitiva" contro i Garamanti che li liberassero definitivamente dalle gabelle imposte. Garama era la capitale del regno dei Garamanti e corrisponde all'odierna città di Germa famosa sia ai Greci che ai Romani per le cronache degli storici Erodoto, Plinio il Vecchio e Tacito. Scopo della spedizione romana era la conquista di questa città, l'eliminazione dei tributi dovuti ai nomadi del Sahara, nonché la possibile conquista delle piste carovaniere medesime da parte dei Romani.
Queste spedizioni portarono i Romani al di là del Sahara in quelle terre che le carte geografiche rinascimentali riporteranno con la famosa dicitura "Hic sunt leones".

## Le piste carovaniere trans-sahariane
Le origini della più antica rotta carovaniera del Sahara furono scoperte dall'archeologo francese Henri Lhote, che, tra il 1935 ed il 1950, studiò a fondo le pitture rupestri neolitiche della regione compresa tra la Libia meridionale, l'Algeria meridionale, il Niger settentrionale ed il Ciad settentrionale. Tale rotta era quella che attraversava le regioni storicamente abitate dai Garamanti e, a meridione di questi, dai "Trogloditi" (probabilmente gli attuali Tuareg). Lhote scoprì un graffito vicino ai pozzi di Arlit, nell'attuale Niger, (cittadina oggigiorno nota per le sue miniere di uranio, tra le più produttive al mondo) tra l'Hoggar ed Essouk, l'antico centro berbero di Tademekka nel Sahara meridionale, che evidenziava un carro di tipica foggia cretese in uso ai Garamanti, confermata da un ritrovamento analogo vicino ai pozzi di Ti-m-Missao sull'antica pista tra l'Hoggar e l'Adrar degli Ifoghas in Mali.
Queste scoperte confermarono definitivamente il ritrovamento della più antica rotta carovaniera del Sahara, che lo attraversava completamente dalla costa libica della Sirte fino al fiume Niger, databile almeno al primo millennio avanti Cristo, parecchi secoli precedente ai primi insediamenti dei berberi libici conosciuti. Successivamente (1955), monete romane e ceramica italica vennero rinvenute sino in Costa d’Avorio.
Le ricerche di Lhote accertarono che i legionari romani seguirono l'antica pista carovaniera attraverso il Sahara fino al fiume Niger. Considerati i tempi, l'impresa ha dell'eccezionale, in quanto non era nota ai Romani la reale estensione del Sahara, per cui non era facilmente preventivabile il quantitativo d'acqua da immagazzinare alla partenza. Inoltre, essi avrebbero dovuto avvalersi di guide locali, forse Garamanti rinnegati, al fine di non perder l'orientamento. In ultimo, l'equipaggiamento di ogni singolo milite – con ogni probabilità – esulava dalla classica armatura in metallo lorica e dall'elmo in metallo, allo scopo di meglio tollerare il caldo torrido di quelle latitudini, così come lo zaino era quasi del tutto inutile, visto che non è affatto agevole costruire campi fortificati tra le dune di sabbia. C'è da considerare anche il fatto che il Niger ha il percorso più strano tra i grandi fiumi, una forma a boomerang, che per secoli è stato un enigma per i geografi. I Romani pensavano che il Niger fosse parte del fiume Nilo

## La spedizione di Cornelio Balbo al fiume Niger
Lucio Cornelio Balbo, partito da Sabratha, nel 20 a.C. sulla costa mediterranea dell'attuale Libia, condusse un esercito di una decina di migliaia di uomini per 1.600 km nel profondo del deserto del Sahara, uno dei luoghi più caldi del pianeta, raggiungendo prima l'oasi di Cydamus (oggi Gadames) – ove lasciarono un presidio militare - dopo una marcia di circa 550 km, piegando poi ad angolo retto verso sud per altri 650–700 km attraverso l'Hamada el - Hamra, ed infine riuscendo ad occupare i più importanti centri della regione, come Debris (oggigiorno Adri) e Baracum (attuale Al Biraq) nello Wadi Shati e Tabidium (Awbari), e la capitale dei Garamanti, Garama. Quindi cadde il centro berbero di Rapsa, l'attuale Ghat, a soli 80 km a nord di Djanet, il centro dell'attuale Algeria non distante dal confine libico, che venne investito dopo solo un paio di giorni.
In seguito, l'esercito romano si spinse a sud dell'oasi di Bistra nel Sahara meridionale algerino (Tassili). Secondo Plinio, la Legio III Augusta, al comando di Cornelio Balbo, scese verso sud, passando per Alasi (Abalessa nell'Hoggar – o Ahaggar) e Balsa (Ilezy), sino a toccare diversi fiumi, tra i quali il fiume Dasibari. Secondo Lhote, il legato romano avrebbe potuto percorrere l'antica "strada dei carri", l'antica carovaniera che correva lungo la sponda orientale del Bahr Attla, il "Mare di Atlantide", citato anche in un libro della Bibbia. Lungo quella strada sono frequenti le raffigurazioni dei carri dei Garamanti. La spedizione penetrava nel territorio oltre il confine meridionale del Regno dei Garamanti, noto al tempo come "La Terra dei Leoni", come, un secolo dopo, riporterà Claudio Tolomeo nella sua opera "Geografia".
I Romani passarono per la regione odierna di Tamanrasset per costeggiare l'attuale confine tra Algeria e Niger. L'unico resto fossile di un grande fiume (probabilmente ancora ricco d'acqua al tempo della spedizione romana) è quello che scorreva poco distante dalla città di Tilemsi, non distante da Gao, nell'Adrar degli Ifoghas al termine della pista del Tanezrouft, nell'attuale Mali. I Songhai, una popolazione locale, chiamavano – e tuttora chiamano – "Isabari" ("Grande Fiume") il fiume Niger, che consideravano alla stregua d'una vera e propria divinità, e, secondo antiche leggende i padroni ne erano i "Da". Con ogni probabilità, i Romani storpiarono la parola locale "Da Isa Bari" ("Padroni del Grande Fiume") in "Dasibari", che foneticamente risulta quasi del tutto sovrapponibile all'accezione originale.
La spedizione di Cornelio Balbo nel 19 a.C. aveva raggiunto il fiume Niger nella sua grande ansa nell'attuale Mali, tra le odierne città di Gao e Timbuctù, attraversando l'intero Sahara sull'antica pista carovaniera aperta mille anni prima. Essa partiva dal golfo della Sirte nella Libia mediterranea, passava per l'oasi di Ghadames ed entrava nel Sahara centrale fino all'oasi di Ilezy, proseguiva attraverso l'Hoggar per il centro di Abalessa, da dove attraversava il Tanezrouft verso l'Adrar des Iforhas, ai margini del quale vi era il centro carovaniero di Tabemekka, e infine giungeva sul Niger a Gao. Con ogni probabilità, lungo questa pista – in senso opposto – giungevano a Roma avorio, oro, diamanti, lapislazzuli ed animali esotici. Inoltre, è stato trovato un deposito di monete romane a Timissao, in Algeria, a soli 600 chilometri dal confine col Niger. Balbo ed i suoi legionari poi riuscirono a ritornare a Roma ed ottennero il trionfo.

## La spedizione di Valerio Festo al fiume Niger
Nel 70 d.C. il legato della III Legione Augusta Valerio Festo aprì un'altra strada verso il territorio dei Garamanti. Sostanzialmente, egli ed il suo séguito ripercorsero la via di Cornelio Balbo. Festo si spinse nel profondo sud del Sahara, giungendo al fiume Niger da un'altra direzione. Questa antica via doveva essere nota alle guarnigioni romane insediate a Gadames in Libia.
Gaio Plinio Secondo (Plinio il Vecchio), elencando i luoghi della spedizione di Festo, cita le medesime località dell'Algeria meridionale toccate da Cornelio Balbo, Alasi, l'antica Abalessa dell'Hoggar e cita anche Balsa, trascrizione del nome in lingua Tamachek (Tuareg) di Ilezy. Poi, però, non attesta i fiumi incontrati da Cornelio Balbo, il che fa supporre che Valerio Festo abbia deviato dal percorso del suo predecessore.
La pista alternativa passa più a sud. Dalla regione algerina di Tamanrasset, con ogni probabilità, i Romani piegarono lungo il Tassili per entrare nell'odierno Niger sul plateau Djiado, nel deserto del Tenerè. Si diressero al massiccio dell'Air, passando per l'attuale Arlit fino all'attuale Agadez, costeggiando la piana di Gadoufaoua, che recentemente s'è rivelata ricca di resti fossili di dinosauro. Di qui, proseguirono in linea retta per entrare in Mali, dove incontrarono il "fiume Girin", che altro non sarebbe se non il "Dasibari" di Cornelio Balbo. L'ipotesi più accreditata vede il nome del fiume derivare dalla frase Tuareg "Gber - n - igheren", "Il fiume dei fiumi", abbreviato in "Ngher", un nome locale utilizzato lungo il medio corso nei pressi di Tombouctou. Vale la pena ricordare che la Tavola Peutingeriana registra un Flumen Girin ("fiume Girin") con l'annotazione "Hoc Flumen quidam Grin vocant, alii Nilum ricorrente; dicitur enim sub terra Etyopium in Nylum ire Lacum", ovvero: "Questo fiume da alcuni chiamato Grin è da altri chiamato Nilo, si dice infatti che scorra da sotto la terra degli Etiopi [vale a dire gli Africani] nel Lago Nilo".

## Le spedizioni di Settimio Flacco e di Giulio Materno al lago Ciad
Il lago Ciad è un lago interno al continente africano, residuo di un lago fossile assai più vasto che, 12.000-10.000 anni or sono, copriva gran parte dei territori degli attuali Ciad e Niger, arrivando a nord fino al massiccio del tassili algerino, ad est fino al Bahr el Ghazal nel Sudan, ad ovest fino all'arco del fiume Niger ed a sud fino alla Repubblica Centrafricana. Il lago, che tra il 1963 ed il 2001 si è ridotto del 90% in termini di superficie, passando da 25.000 a meno di 1.500 chilometri quadrati, è compreso tra Ciad, Niger, Camerun e Nigeria. Altri quattro paesi, Repubblica Centrafricana, Algeria, Sudan e Libia, condividono il bacino idrologico del lago e sono perciò legati alla sua sorte.
Al tempo delle spedizioni romane del I secolo d.C., il lago si stimava avesse una superficie ben più vasta di quella attestata negli anni 1960. Per quanto attiene, invece, il deserto libico, attraversato dai Romani per giungere al lago Ciad, esso costituisce uno dei luoghi più aridi e desolati del pianeta. Non per niente il nome "Sahara" deriva dall'arabo "Sah'rà", che significa "spazio vuoto". Tra il 76 e l'86 d.C., sotto gli imperatori della dinastia Flavia, Tito e Domiziano, due spedizioni militari, una guidata da Settimio Flacco nel 70 d.C., l'altra da Giulio Materno vent'anni più tardi, nel 90 d.C., con l'intento di penetrare nel favoloso regno dei Pigmei, raggiungono il "Paese dei rinoceronti", come lo descrive il cartografo Claudio Tolomeo, arrivando a stanziare una guarnigione sul "Lago degli ippopotami", a tre/quattro mesi di cammino (1.500-2.000 km) in direzione sud rispetto al massiccio del Tibesti, al confine tra Libia e Ciad.
Ancora una volta il movente delle spedizioni romane fu la punizione di popolazioni nomadi che razziavano i territori romani della Sirte. Tolomeo racconta che, secondo quanto aveva appreso da Marino di Tiro, Settimio Flacco era partito dalle coste libiche (probabilmente da Leptis Magna) per recarsi nelle terre dei Garamanti, da dove raggiunse in tre mesi "la terra degli Etiopi" che "vivevano sulle rive del lago degli ippopotami".
Sappiamo dalla stessa fonte che Giulio Materno era invece partito da Leptis Magna per Garama, dove si era unito al re dei Garamanti per raggiungere "dopo quattro mesi di viaggio la regione di Agisymba, che è popolata da rinoceronti e nella quale vivevano gli Etiopi".
Non si hanno notizie particolareggiate dell'itinerario seguito dai due generali, ma sembra che da Leptis Magna si siano prima diretti a Gadames presso gli alleati Garamanti.
La spedizione di Flacco potrebbe aver preso la direzione occidentale in direzione di Sebha per giungere a Tmassah. Varcato il Tibesti (Tolomeo attesta che ".... il paese di Agisymba, laddove si radunano rinoceronti, gazzelle ed antilopi, è sottomesso al regno dei Garamanti ed è separato da esso da un'elevata catena montuosa"), sarebbe quindi passato per le odierne Aozou e Bardaï, per giungere fino a Faya Largeau. Da qui avrebbe in seguito piegato verso la depressione del Bodélé e – dirigendosi ad ovest – avrebbe incontrato prima il lago Ciad e, successivamente i fiumi in cui trovarono ippopotami e coccodrilli e sulle cui rive pascolavano rinoceronti, elefanti, giraffe, zebre, struzzi, antilopi e gazzelle (fiume Bahr Ergig), fiume Chari e fiume Logone.
Viceversa, la spedizione di Materno pare che – assieme ai Garamanti – abbia puntato dritto sull'Oasi di Cufra per entrare nell'Ennedi ciadiano. Di qui sarebbe scesa a Fada, all'Oasi di Archei, avrebbe attraversato la piana di Abéché, per raggiungere i fiumi presso i quali erano stanziati elefanti e leoni (fiume Bahr Salamat e Bahr Aouk, al confine con l'attuale Repubblica Centrafricana.

## La spedizione di Svetonio Paolino al fiume Senegal ed al fiume Gambia
Gaio Svetonio Paolino (12 - 69 d.C.) era un generale romano famoso per aver stroncato la rivolta della regina degli Iceni, Budicca (o Boadicea) nella provincia di Britannia. Prima di prestare servizio in Britannia, era stato inviato a sedare una rivolta di Mauritani nell'attuale Marocco. I romani avevano a disposizione le memorie dell'esploratore dell'antica Cartagine, Annone il Navigatore (580 - 510 a.C.), a cui fa riferimento il romano Plinio il Vecchio (23 – 79 d.C.) ed il greco Arriano di Nicomedia (86 – 160 d.C.). Inoltre è noto che i romani avessero due basi navali sulla costa atlantica marocchina, a Sala (attuale città di Chella, poco a sud di Rabat) ed a Mogador - Essaouira a sud di Safi. Inoltre, era presente un emporio romano presso le Canarie. Facilmente, la spedizione terrestre era affiancata da un'omologa spedizione navale che riforniva di viveri ed acqua l'esercito nell'attraversamento delle desolate coste del Sahara Occidentale. Attesta Plinio il Vecchio che fu effettuata nell'anno 41 d.C. da Svetonio Paolino, un console e generale romano. Questi fu il primo dei romani a guidare un esercito attraverso la catena dell'Alto Atlante marocchino. Partito dalla città di Volubilis, nei pressi dell'attuale città di Meknes, l'esercito romano seguì la linea costiera tra le attuali città di Casablanca e Safi, incontrando la Catena Montuosa dell'Atlante Marocchino. Dopo dieci giorni di marcia raggiunse "la vetta di una montagna ricoperta di neve" (probabilmente le montagne che si ergono vicino alla città di Taroudant), ad est di Agadir "e più tardi arrivò al fiume Gerj" (probabilmente il Sous). Penetrò poi nel paese semideserto a sud del Marocco e, seguendo la linea di costa, fino a Sidi Ifni. Oltrepassato l'attuale confine tra Marocco e Sahara Spagnolo, sempre seguendo la costa in direzione sud, la spedizione toccò le attuali città di El Aaium, Oued Karaa, Dakhla, Bir Gandouz, raggiungendol'attuale confine tra Sahara Spagnolo e Mauritania a Nouadhibou, e lasciandosi l deserto alle spalle. Penetrata nell'attuale Parco Nazionale del Banco d'Arguin, la litoranea piega ad est presso l'attuale città di Akjoujt. E sono noti i ritrovamenti di reperti archeologici romani presso Akjoujt risalenti al I secolo d.C. (monete e fibule ) ed a Tamkartkart vicino a Tichit in Mauritania. La pista seguita rivolge ad occidente fino all'attuale città di El Mamghar per proseguire fino alla capitale mauritana, Nouakchott ed incontrare il fiume Senegal alla sua foce, presso l'attuale città di Saint Louis. Siccome Plinio nella sua opera parla di "Un fiume imponente che ha nome Daras", facilmente i romani hanno proseguito ulteriormente verso sud, lungo la costa, incontrando le attuali città di Niol, Tare, Yodi, Lompoul sur Mer, Diogo, Mboro, Kayar, Golf Sud, fio alla capitale senegalese Dakar. Proseguendo sempre lungo la costa, toccarono Rufisque, Bargny, Sendou, raggiungendo l'estuario del fiume Salou, per toccare poi - attraversato il confine con il Gambia, la città di Barre, sull'estuario del fiume Gambia, di fronte alla capitale gambiana Banjul.